# Ante Ivas

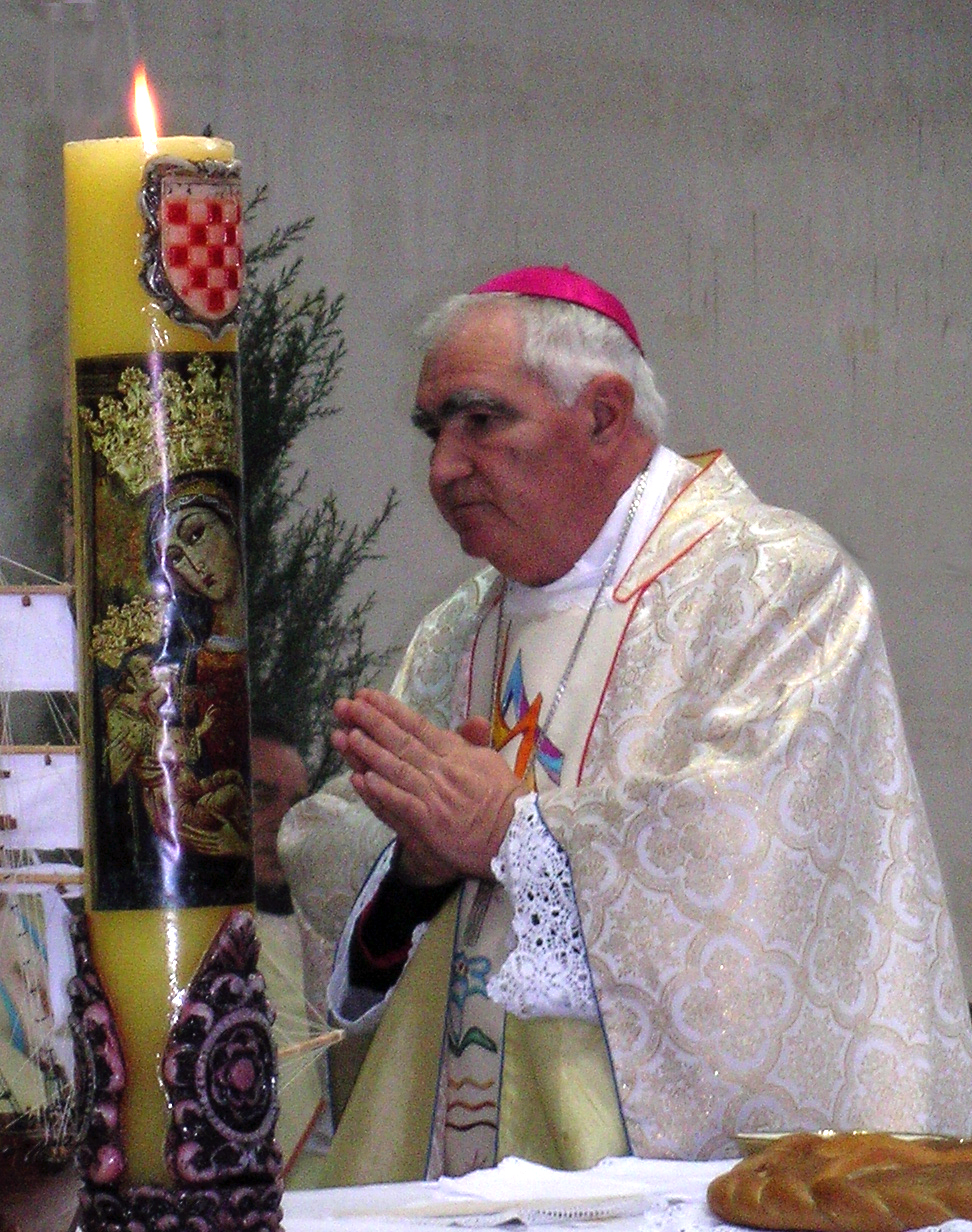
Ante Ivas

Ante Ivas (* 26. Dezember 1939 in Vodice, Königreich Jugoslawien) ist emeritierter Bischof des römisch-katholischen Bistums Šibenik.

## Leben
Ante Ivas besuchte die Grundschule in seinem Geburtsort Vodice. Die weitere Schulausbildung erfolgte im Gymnasium des erzbischöflichen Priesterseminars in Zagreb. Danach studierte Ante Ivas Theologie und Philosophie an der katholischen Fakultät zu Zagreb. Am 5. Juli 1964 empfing er die Priesterweihe und übernahm bis in das Jahr 1966 den Dienst an der Kathedrale zu Šibenik als Gemeindevikar. Von 1966 bis 1977 betreute er die Pfarrgemeinden von Njivice in Šibenik. Ab dem Jahr 1977 bis 1980 wurde er der Pfarrgemeinde von Grebeštica zugeteilt. Daraufhin leitete er von 1980 bis 1982 die Pfarrgemeinde von Murter. Seine weiteren Pfarrgemeinden waren Zaton und Rasline. 1988 übernahm er den Dienst des Generalvikars im Bistum Šibenik.
Nachdem unerwartet Bischof Srečko Badurin gestorben war, wurde Ante Ivas am 17. September 1996 mit der Leitung der Diözese Šibenik beauftragt. Zum Bischof wurde er am 5. Februar 1997 ernannt. Die Bischofsweihe spendete ihm am 19. März 1997 in der Kathedrale zu Šibenik Franjo Kardinal Kuharić, der Erzbischof von Zagreb; Mitkonsekratoren waren Ante Jurić, Erzbischof von Split-Makarska, und Ivan Prendja, Erzbischof von Zadar. Bischof Ante Ivas übernahm in der Kroatischen Bischofskonferenz als Präsident den Vorstand für die kroatisch-katholische Jugend.
Papst Franziskus nahm am 3. Juni 2016 Ante Ivas altersbedingten Rücktritt an.